# برج تالار کارنگی
برج تالار کارنگی (به انگلیسی: Carnegie Hall Tower) یک آسمان‌خراش ۶۰ طبقه است که در خیابان پنجاه‌وهفتم محله منهتن در نیویورک در ایالات متحده آمریکا قرار دارد. این ساختمان به همراه ساختمان‌های ساختمان سیتی‌اسپایر سنتر و برج متروپولیتن تشکیل یک مجموعه را می‌دهند. معماری این ساختمان با معماری تالار کارنگی که از نمادهای شهر نیویورک است و در همسایگی آن قرار دارد، همخوانی دارد.
ساخت این ساختمان ۲۳۱ متری (۷۵۷ پا) با طراحی سزار پلی در سال ۱۹۹۱ به اتمام رسید.